# Cheilotrichia (Empeda) perscitula
Cheilotrichia (Empeda) perscitula is een tweevleugelige uit de familie steltmuggen (Limoniidae). De soort komt voor in het Oriëntaals gebied.